# Dodecaseta oraria
Dodecaseta oraria är en ringmaskart som beskrevs av McCammon och Olive Griffith Stull 1978. Dodecaseta oraria ingår i släktet Dodecaseta och familjen Capitellidae. Inga underarter finns listade i Catalogue of Life.